# Hans Osterwald

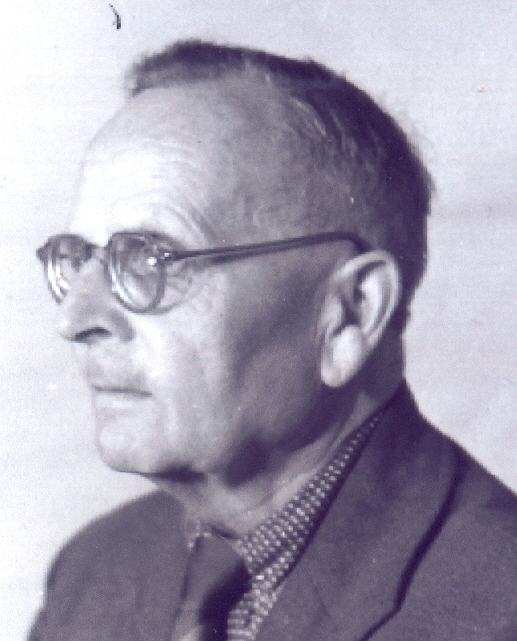
Hans Osterwald, ca. 1946

Hans Osterwald (* 10. Juni 1889 in Samswegen; † 16. Februar 1967 in Wernigerode) war ein deutscher Pädagoge und Biologe. Vom 1. November 1946 bis 28. Februar 1950 leitete er als Direktor die Franckeschen Stiftungen in Halle.

## Leben und Wirken
Hans Osterwald war das jüngste von vier Kindern des Prokuristen Franz Osterwald (1854–1942) und seiner Ehefrau Emma, geb. Schütte (1854–1925). Nach dem Besuch der Volksschule an seinem Heimatort absolvierte er drei Jahre lang die Präparandenanstalt in Weferlingen. Da ein Studium nicht finanzierbar war, besuchte er anschließend das Lehrerseminar in Halberstadt (1906–1909) und wurde dort in den Fächern Biologie, Erdkunde und philosophische Propädeutik zum Volksschullehrer ausgebildet. Die Prüfungskommission schlug ihn für eine Lehrerstelle in den Franckeschen Stiftungen vor, wo er am 1. April 1909 seine Tätigkeit als Hilfslehrer an der Knaben-Mittelschule aufnahm. Nachdem er in Weißenfels 1911 die zweite Volksschullehrerprüfung bestanden hatte, erfolgte 1913 seine Einstellung als „ordentlicher Lehrer“ an den Deutschen Schulen der Franckeschen Stiftungen.
Im Ersten Weltkrieg war Osterwald von 1914 bis 1916 als Krankenpfleger und kurze Zeit als Landsturmmann eingesetzt. Sein Kriegserlebnis verstärkte seine Haltung als Pazifist, im Jahr 1920 trat er in die SPD ein. Neben seiner beruflichen Tätigkeit studierte Osterwald an der Martin-Luther-Universität in Halle Biologie, Erdkunde, Philosophie und Pädagogik bei unter anderem Valentin Haecker, Ludwig Brüel, Camill Montfort, Otto Schlüter, Adolf Schenck, Theodor Ziehen, Paul Menzer und Max Frischeisen-Köhler. Im Jahr 1922 legte er die für studierende Volksschullehrer obligatorische Ergänzungsprüfung mit Auszeichnung ab und erhielt damit die Lehrbefähigung in den Hauptfächern Biologie und Erdkunde und im Zusatzfach philosophische Propädeutik.
In der Zeit von 1926 bis 1933 fand eine enge Zusammenarbeit mit dem Gesundheitsamt Halle unter der Leitung von Arnold Japha statt. In vielen wissenschaftlichen Veröffentlichungen beschäftigte sich Osterwald mit der Stechmückenbekämpfung im Gebiet der Stadt Halle. Der erfolgreichen Tätigkeit wurde 1933 durch die Zwangspensionierung Japhas, der jüdischen Glaubens war, ein Ende gesetzt.

### Zeit des Nationalsozialismus
Nachdem 1931 seine Wahl zum Oberschullehrer vom Provinzialschulkollegium bestätigt wurde, erhielt Osterwald eine Berufung an die Lateinische Hauptschule der Franckeschen Stiftungen. Bereits nach einem Jahr wurde ihm „auf Grund der durch den Erlass des Herrn Preuß. Ministers für Wissenschaft, Kunst und Volksbildung angeordneten Sparmaßnahmen“ gekündigt. Er schied aus den Franckeschen Stiftungen aus und übernahm 1932/33 eine Stelle als Volksschullehrer an der Huttenschule in Halle und von 1933 bis 1945 an der ebenfalls in Halle situierten Torschule, einer Knaben-Mittelschule. Seine Sozialisierung in einem konservativen Elternhaus, sein Pazifismus, der familieninterne Verkehr mit jüdischen Intellektuellen und Geschäftsleuten in Halle sowie die sozialdemokratische Parteizugehörigkeit brachten ihn 1933 in Gegensatz zum nationalsozialistischen Regime. Daher kam es nach der Machtübernahme schnell zum Konflikt mit den neuen Machthabern, die seine langjährige Mitgliedschaft in der SPD zum Anlass nahmen, ihm auf der Grundlage des Gesetzes zur Wiederherstellung des Berufsbeamtentums die Strafversetzung aus dem Schuldienst anzudrohen.
Daraufhin beantragte Osterwald am 18. August 1933 seine Versetzung in den Ruhestand. Wenn die Strafversetzung auch wegen des Einspruchs der noch nicht der NSDAP angehörigen Schulräte nicht realisiert wurde, erfolgte durch den Regierungspräsidenten eine schriftliche „ernsthafte“ Ermahnung, nunmehr mit „innerer Bereitschaft und allem Eifer im Sinne der neuen Staatsführung“ tätig zu sein. Für seine Diensttätigkeit wurde „in besonderer Weise Aufsicht“ angekündigt und zum Jahresende ein Bericht der Schulrates angefordert. Bis zum Ende des Zweiten Weltkrieges unterrichtete Osterwald weiter an der Tor-Mittelschule in Halle.
Am Krieg  nahm er nicht teil, doch wurde er noch 1944 zum Volkssturm beordert.

### Direktor der Franckeschen Stiftungen 1946–1950
Nach Ende der Hitlerherrschaft 1945 trat Osterwald am 1. Juli 1945 erneut in die SPD ein. Zudem ließ er sich in den Ausschuss antifaschistischer Lehrer berufen und wurde Mitglied der Arbeitsgemeinschaft sozialdemokratischer Lehrer.  Am 1. August 1945 wurde ihm die Leitung der Torschule in Halle übertragen, dann wurde er Studienrat an zwei Gymnasien in Halle: im Oktober 1945 an der Christian-Thomasius-Schule und am 1. Januar 1946 an der Friedrich-Engels-Schule. An letzterer war er zugleich Fachleiter für Biologie in den Studienseminaren I und II. Es folgte die Ernennung zum Oberstudiendirektor, am 1. November 1946 wurde er zum Direktor der Franckeschen Stiftungen und zum Direktor der August-Hermann-Francke-Oberschule ernannt.
Bis zur Gründung der DDR im Oktober 1949 galt es für die sowjetische Besatzungszone, eine antifaschistisch-demokratische Ordnung aufzubauen. Diesem Ziel ordnete sich auch die Schulreform unter. Schon die äußeren vorgefundenen Bedingungen gestalteten die Arbeit sehr schwierig. Durch einen Bombenangriff Ostern 1945 waren einige Gebäude und das Sportgelände zerstört worden, in allen Internaten waren Flüchtlinge und Dienststellen untergebracht, und so musste Wohnraum für diese in der Stadt beschafft werden. Lehrpläne und Lehrbücher mussten erst neu erarbeitet werden. Zudem bestanden personelle Schwierigkeiten. Auch in den Franckeschen Stiftungen waren fast alle Lehrer Mitglieder der NSDAP gewesen. Die besonders strengen Maßstäbe beim Verfahren der Entnazifizierung in der sowjetischen Besatzungszone führten zur fristlosen Entlassung der meisten Lehrkräfte. Manche Lehrer verlegten außerdem ihren Wohnsitz in die westlichen Besatzungszonen. Vor allem die Freisetzung der Schul- und Internatsräume in kurzer Zeit gelang nur durch die Einschaltung der mit der Kontrolle und Anleitung beauftragten Organe der sowjetischen Besatzungsmacht.
Die Personalunion der beiden Direktorenposten wurde beibehalten; Osterwald war, wie bereits seine Vorgänger, zugleich Direktor der Franckeschen Stiftungen und der Oberschule August Hermann Francke, dazu gehörten auch die zu einem zusammengelegten Internate. Es war Osterwald gelungen, die Situation in den pädagogischen und administrativen Bereichen der Franckeschen Stiftungen zu stabilisieren, die aus den unterschiedlichsten Bereichen stammenden Lehrkräfte zu einem Kollegium zu formen und in der Schülerschaft, die aus vier selbständigen Stiftungsschulen zusammengeführt worden waren, eine neue Schulgemeinschaft zu schaffen. Es erfolgten verschiedene Neubaumaßnahmen und Modernisierungen der Gebäude.
Während der SED-Diktatur geriet Osterwald mit seinem konsequenten Eintreten für eine Chancengleichheit für alle Kinder, unabhängig von sozialer Herkunft und Religionszugehörigkeit, immer stärker in ideologische Gegensätze zur Politik der Partei. Ideologische Auseinandersetzungen, vor allem zwischen FDJ und Kirchenvertretern wirkten sich störend auf die Konzentration im Unterricht aus. Verschärft wurde diese Entwicklung zusätzlich dadurch, dass Parteikader der Universität begannen, unmittelbaren politisch-ideologischen Einfluss auf die Schüler auszuüben. Die dadurch entstehenden Spannungen breiteten sich bis in den Verwaltungsbereich aus und führten zu Blockadehaltungen bei der Zubilligung materieller Vorhaben. Osterwald stand vor der Frage, entweder jede von ihm geforderte Maßnahme widerspruchslos umzusetzen, oder seine Ämter niederzulegen. Einen Antrag auf Versetzung begründete er mit seiner durch Überlastung angegriffene Gesundheit. Dem Antrag wurde ohne Verzug zugestimmt und Osterwald verließ am 28. Februar 1950 die Stiftungen.

### Lehrtätigkeit in Wernigerode ab 1950
Am 1. März 1950 begann Osterwald seine Tätigkeit in Wernigerode. Dort erhielt er von vielen seiner früheren Kollegen und Schüler in seinem Haus Wernigeröder Oberpfarrkirchhof Besuch, Schulklassen nahmen ihre Wandertage zum Anlass, ihrem ehemaligen Direktor zu begegnen. Nach seinem Weggang aus den Franckeschen Stiftungen trat Osterwald aus der SED aus.

## Privates
Osterwald war seit 1921 mit Gertrud Seidelbach verheiratet, 1923 wurde als einziges Kind sein Sohn Rolf geboren.

## Werke
- Über die Verbreitung von Anopheles in der Umgebung von Halle. Mitteilung der Naturforschenden Gesellschaft Halle 1918
- Über das Vorkommen von Streptocephalus auritus Koch in Deutschland. Zoologisches Jahrbuch, Abteilung Systematik 1919
- Anopheles und Malaria in Halle. Beihefte zum Archiv für Schiffs- und Tropenhygiene, Bd. 23, 1919
- Ist mit einer weiteren Verbreitung der Malaria in Deutschland zu rechnen oder nicht? Deutsche Medizinische Wochenschrift 1919
- Über drei seltenere Crustaceen aus der Umgebung Halles. Zoologischer Anzeiger 1920
- Ein Jahr Anophelesbeobachtung. Zentralblatt für Bakteriologie Abt. 1920, Bd. 85
- Morphologiegenetische Untersuchung und Betrachtung an Culiciden-Larven Teil II. Archiv für Naturgeschichte 1921.
- Das Problem der Aalwanderungen im Lichte der Wegnerischen Verschiebungstheorie. Umschau 1928.
- Die Mückenbekämpfung der Stadt Halle. Der praktische Desinfektor, 20. Jahrgang 1928.
- Zur 250-Jahrfeier der Franckeschen Stiftungen. In: Die neue Schule, 3 (1948), Nr. 15, S. 491–492.